# Praeclara gratulationis publicae
Praeclara gratulationis publicae è una lettera apostolica promulgata il 10 giugno 1893 da papa Leone XIII.
La lettera è indirizzata a tutti i Principi cristiani e contiene la dottrina internazionalista di papa Pecci.
Il documento invita i fedeli a pregare Dio "perché riunisca coloro che sono dispersi, riporti indietro coloro che vagano errando e lo unisca a questa Chiesa santa, cattolica e apostolica".
Il dialogo interreligioso è rivolto ai soli cristiani d'Oriente. Nello stesso anno Leone XIII promulgò l'Apostolicae curae sulla nullità dell'Ordine sacro celebrato nell'anglicanesimo.

## Contenuto
Il documento chiedeva la riunionificazione delle Chiese d'Oriente e d'Occidente in nome dell'“unità della fede". Condannava inoltre la Massoneria.[1] Una precedente lettera sullo stesso argomento, intitolata In Suprema Petri Apostoli Sede, era stata scritta da papa Pio IX nel 1848.

### Unità nella fede
La ragione delle numerose guerre e rivoluzioni in Europa risiedeva nella disunione delle Chiese, mentre il grande rivoluzione industriale contribuiva alle dispute e alle lotte sindacali. Il cristianesimo in Europa era lacerato da dispute e disaccordi, mentre i popoli erano stremati da feroci competizioni e guerre. In questa lettera apostolica, nota anche come esortazione apostolica, Leone XIII esorta all'unità nell'azione e nella fede. L'unione delle Chiese d'Oriente e d'Occidente era voluta da Dio e avrebbe portato alla pace all'interno della Chiesa e in Europa.

### Il pericolo massonico
Secondo il documento, le comunità che si definiscono massoniche sono un grande pericolo per l'unità della fede. La loro proliferazione minacciava le nazioni cattoliche, mentre si diffondevano continuamente e dai loro nascondigli agivano contro la civiltà cristiana. Stavano creando scompiglio soprattutto nelle città e anche la loro diffusione a livello mondiale era una grande disgrazia. 
I massoni cercavano di minare la pietà dei sacramenti divini con false promesse, laddove si esprimevano contro il matrimonio e la famiglia e cercavano di infiltrarsi nell'educazione dei giovani. Sono guerrafondai che metterebbero a repentaglio la pace in Europa. Secondo il Papa, il giogo della Massoneria doveva essere scosso una volta per tutte, esortando gli uomini di Italia e Francia alla mobilitazione. La Parola di Dio avrebbe portato alla vittoria e, quando questo pericolo fosse stato bandito, anche l'unità della fede sarebbe stata ristabilita.

## Importanza e eredità
Nel 1895 fu criticata dal patriarca ecumenico Antimo VII di Costantinopoli.
L'appello all'unità fu riaffermato dalla Unitatis redintegratio del Concilio Vaticano II, anche se quest'ultima dichiarazione articola un diverso tipo di ecclesiologia, più in linea con lo spirito conciliare di cooperazione con i fratelli cristiani.
Praeclara gratulationis publicae fu citata nell'enciclica Orientales omnes Ecclesias di papa Pio XII sul tema delle Chiese cattoliche orientali.
Leone XIII è stato anche criticato dai fondamentalisti protestanti per aver dichiarato nell'enciclica che "Noi teniamo su questa terra il posto di Dio onnipotente", cosa che è stata vista come un segno dell'imminente apocalisse.